# Lair (Fluss)
Der Lair (im Oberlauf auch Rivière de Goulfair genannt) ist ein kleiner Fluss in Frankreich, der in den Regionen Bretagne und Normandie verläuft. Er entspringt im Gemeindegebiet von Louvigné-du-Désert, entwässert generell Richtung Nordwest und mündet nach rund 15 Kilometern an der Gemeindegrenze von Saint-Hilaire-du-Harcouët und Saint-Laurent-de-Terregatte im Stausee Le Grand Lac als linker Nebenfluss in die Sélune. Auf seinem Weg durchquert der Lair die Départements Ille-et-Vilaine und Manche.

## Orte am Fluss
(Reihenfolge in Fließrichtung)
- La Linais en Monthorin, Gemeinde Louvigné-du-Désert
- Le Mézeray, Gemeinde Louvigné-du-Désert
- Le Bois Viel, Gemeinde Monthault
- Le Brémanier, Gemeinde Saint-Brice-de-Landelles
- La Barattais, Gemeinde Monthault
- Le Bas Rocher, Gemeinde Saint-Georges-de-Reintembault
- Auberoche, Gemeinde Saint-Hilaire-du-Harcouët
- Hamelin
- Le Bois Gralon, Gemeinde Saint-Hilaire-du-Harcouët
- Le Bas sur Lair, Gemeinde Saint-Laurent-de-Terregatte